# Teatro nacional de Croacia (Split)
El Teatro nacional de Croacia en Split (en croata: Hrvatsko narodno kazalište u Splitu o HNK Split) es un teatro ubicado en Split, Croacia. Inaugurado en 1893, el teatro es propiedad y está gestionado por la ciudad de Split y es uno de los teatros más antiguos que sobreviven en Dalmacia. El edificio del teatro fue construido originalmente como el Teatro Municipal de Split en 1893 durante el mandato del entonces alcalde Gajo Bulat. El edificio fue diseñado por los arquitectos locales Emilio Vecchietti y Ante Bezić, mientras que la decoración interior fue realizada por Eugenio Scomparini, Napoleone Cozzi y Josip Varvodić. El teatro, que tenía una capacidad de 1.000 (en aquel momento Split tenía una población de 16.000) fue el mayor teatro en el sudeste de Europa en el momento de su conclusión.